# Partij van de Khmerrenovatie
De Partij van de Khmerrenovatie (Khmer: គណបក្ស កំណែទម្រង់ខ្មែរ; Frans: Parti de la rénovation khmère) was een Cambodjaanse politieke partij die van 1947 tot 1955 bestond.

## Geschiedenis
De rechtse, monarchistische en traditionalistische Partij van de Khmerrenovatie (PRK) stond onder leiding van politiegeneraal Lon Nol en Nhiek Tioulong en beide onderhielden nauwe contacten binnen de paleiskringen. De nominale leider van de partij was prins Sisowath Monipong. Bij de verkiezingen van 1947 kreeg de Partij van de Khmerrenovatie 3,3% van de stemmen, onvoldoende voor een zetel. Bij de verkiezingen van 1951 wist de partij echter twee zetels te veroveren. De voornaamste politicus van de Partij van de Khmerrenovatie, Lon Nol, wist evenwel geen zetel in de wacht te slepen.
De PRK was een van de partijen die aan de basis stond van de oprichting van de Sangkum-partij - de Socialistische Volksgemeenschap - (1955) van prins Norodom Sihanouk. Sangkum was een samenbundeling van conservatieve politieke partijen en werd de enige partij van het land.